# 本多正供
本多 正供（ほんだ まさとも）は、駿河田中藩の第3代藩主。正重系本多家8代。
延享3年（1746年）9月13日、第2代藩主本多正珍の次男として江戸で生まれる。長兄の正堅が早世したため、宝暦7年（1757年）11月18日に世子に指名された。宝暦8年（1758年）1月11日に正供と名乗り、宝暦11年（1761年）12月18日に従五位下・紀伊守に叙位・任官する。
安永2年（1773年）5月23日、父の隠居にともない家督を継ぐ。藩政では武芸を奨励するなどしているが、父に先立って4年後の安永6年（1777年）6月10日に死去した。享年32。跡を長男の正温が継いだ。

## 系譜
父母
- 本多正珍（父）

側室
- 幾瀬（高島氏）
- もよ（高島氏）

子女
- 本多正温（長男） 生母は幾瀬